# Rund um Berlin

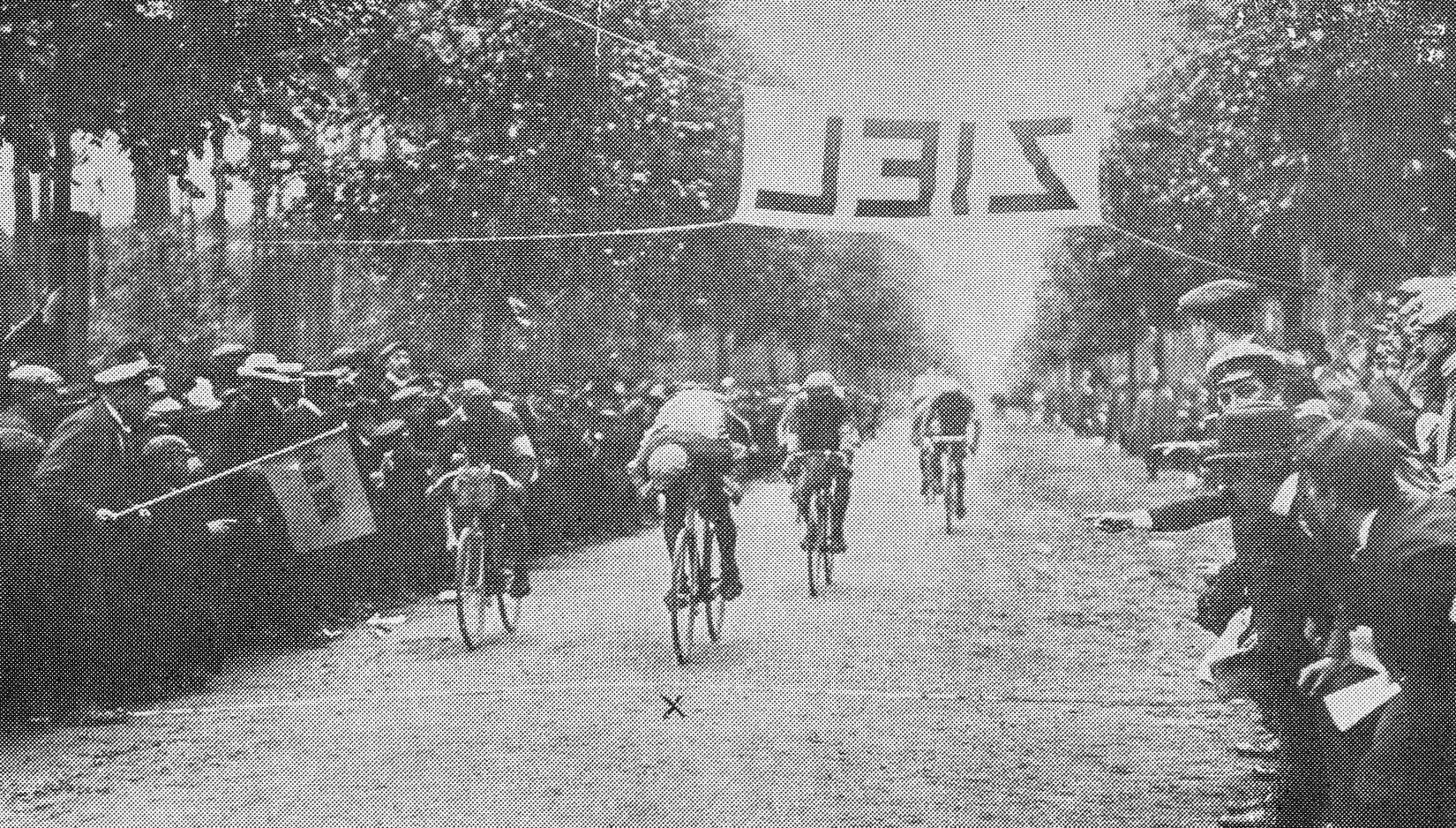
Zielspurt bei Rund um Berlin 1912, mit (v. l. n. r.) Rudolf Kotsch, Erich Aberger und Franz Suter

Rund um Berlin gilt als der älteste Klassiker des deutschen Straßenradsports vor der Harzrundfahrt. Er wurde 1896 begründet und fand seitdem bis auf die Zeiten der beiden Weltkriege bis zum Jahr 2000 jährlich im Sommer statt. Nach einer Unterbrechung von sieben Jahren wurde das Rennen letztmals im Jahr 2008 veranstaltet.

## Geschichte
Das um die deutsche Hauptstadt Berlin herumführende Rennen in einer einzigen Tagesetappe fand erstmals 1896 statt – gestartet in Zossen am 28. August 1896 – und ist damit nur fünf Jahre jünger als Bordeaux–Paris, das älteste regelmäßig ausgetragene Straßenradrennen überhaupt. Die Streckenlänge betrug 318 km, die Route führte häufig über Kopfsteinpflaster. Die Bedeutung von Rund um Berlin blieb jedoch stets auf die nationale Ebene beschränkt. So stammen bis auf vier Ausnahmen alle Sieger des Rennens aus Deutschland. 1935 wurde Rund um Berlin gleichzeitig als das Rennen um die Deutsche Straßen-Meisterschaft ausgetragen. Sieger der Berufsfahrer war Bruno Roth (Wanderer).
Im Jahr 1905 fand das Jubiläumsrennen mit 160 Teilnehmern auf einer Gesamtstrecke von 320 km statt. Der Sieger Adolf Böhm fuhr die Strecke in 9:45:28 h.
Die Streckenführung wurde in jedem Jahr neu festgelegt, weswegen die erreichten Zeiten nicht vergleichbar sind.
Zwischen 1946 und 1949 war das Radrennen noch ein Gesamtberliner Profi- und Amateurstraßenrennen. Für den West-Berliner Radsportverband erwies sich jedoch eine weitere Austragung des Rennens als nicht mehr möglich, da die Streckenabschnitte im Osten laut Viermächteabkommen im Auftrag der DDR-Regierung abgesperrt waren. In der DDR wurde Rund um Berlin seit 1950 als Amateurrennen ausgetragen und galt in dieser Zeit als eines der wichtigsten Eintagesrennen des Jahres. 1959 gab es auch ein Rennen für Frauen, das die spätere Weltmeisterin Elisabeth Eichholz gewann.
In West-Berlin fand seit 1950 ersatzweise das Eintagesrennen Rund in Berlin statt.
Das Rennen war einige Jahre Teil der Woche des internationalen Radsports der DDR und wurde auch als „Großer Preis der Berliner Zeitung“ ausgetragen.
Das 70. Straßenrennen Rund um Berlin um den Großen Preis der Berliner Zeitung war gleichzeitig die 1. Etappe der 24. DDR-Rundfahrt.
Abnehmende sportliche Bedeutung und organisatorisches Chaos führten nach der politischen Wende dazu, dass der Klassiker Rund um Berlin in den Jahren 2001 bis 2007 nicht ausgetragen wurde. 2008 war das bisher letzte Rennen. 2003 wurde der Verein „Berlin-Rad-Classics“ gegründet, der Rund um Berlin für einige Jahre als Jedermannrennen organisierte. Als bedeutende Radsportveranstaltungen in Berlin sind heute vor allem die Berlin-Rundfahrt und der Velothon Berlin zu nennen.
Mit fünf Erfolgen zwischen 1959 und 1965 ist Klaus Ampler der Rekordsieger von Rund um Berlin; Rudi Kirchhoff war viermal erfolgreich. 1951 feierte der damals 20-jährige Täve Schur bei Rund um Berlin seinen ersten großen Sieg überhaupt.

## Palmarès
- 1896 Gustav Gräben
- 1897 Gustav Gräben
- 1898–1901 nicht ausgetragen
- 1902 Otto Goetzke
- 1903 Otto Goetzke
- 1904 Franz Scholz
- 1905 Adolf Böhm
- 1906 Otto Goetzke
- 1907 Max Faustmann
- 1908 Adolf Böhm

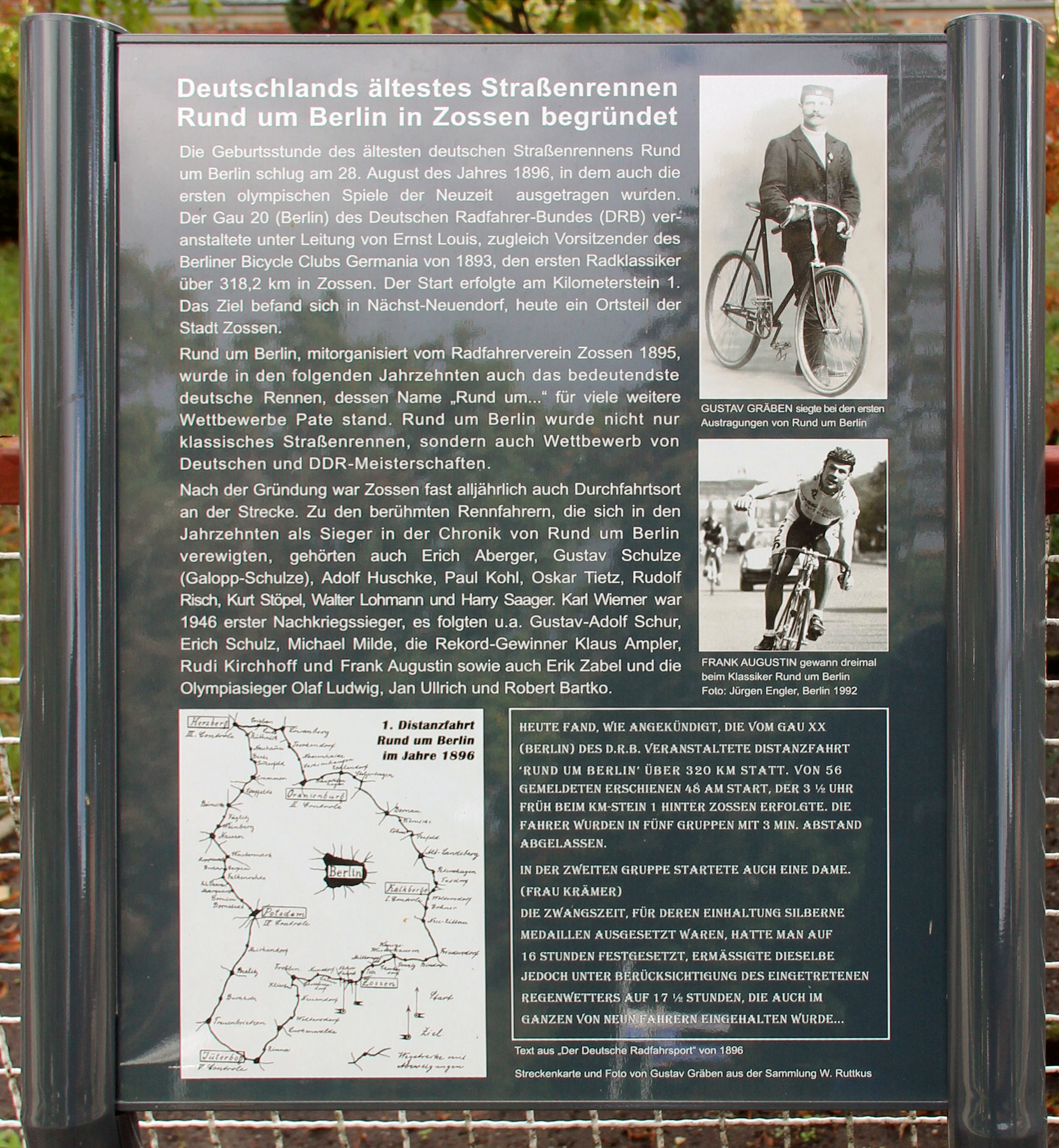
Gedenktafel für Deutschlands ältestes Straßenrennen in Zossen, im Jahr 2019 enthüllt

- 1909 Jakob Meck (P), Gustav Schulze (A)
- 1910 Karl Saldow (P), Karl Erdmann (A)
- 1911 Adolf Huschke (P), Karl Hädicke (A)
- 1912 Erich Aberger (P), Fritz Brenne (A)
- 1913 Ernst Franz (P), Paul Kohl (A)
- 1914 nicht ausgetragen
- 1915 Karl Wittig (P), Otto Timm (A)
- 1916–1918 nicht ausgetragen
- 1919 Paul Koch (P), Fritz Schrefeld (A)
- 1920 Paul Kohl
- 1921 Erich Aberger (P), Albert Dobbrack (A)
- 1922 Richard Schenkel (P), Paul Kroll (A)
- 1923 Erich Aberger (P), Erich Möller (A)
- 1924 Paul Kohl (P), Walter Wenzlaff (A)
- 1925 Oskar Tietz (P), Max Kohl (A)
- 1926 Siegfried Schütze
- 1927 Bruno Wolke
- 1928 Walter Hoffmann
- 1929 Rudolf Risch
- 1930 Walter Merkan
- 1931 Willy Kutschbach
- 1932 Walter Bartholomäus
- 1933 Emil Kijewski
- 1934 Kurt Stöpel (P), Karl Wierz (A)
- 1935 Bruno Roth (P), Berthold Böhm (A)
- 1936 Fritz Ruland
- 1937 Emil Kijewski (P), Herbert Schmidt (A)
- 1938 Bruno Gerber
- 1939 Bruno Gerber
- 1940 Walter Liebl
- 1941 Harry Saager
- 1942 Harry Saager
- 1943–1945 nicht ausgetragen
- 1946 Karl Wiemer
- 1947 Hans Preiskeit (P), Gerhard Stubbe (A)
- 1948 Heinrich Schultenjohann (P), Werner Gräbner (A)
- 1949 Reinhold Steinhilb (P), Max Bartoskiewicz (A)
- 1950 Bernhard Trefflich
- 1951 Gustav-Adolf Schur
- 1952 Rudi Kirchhoff
- 1953 Erich Schulz
- 1954 Rudi Kirchhoff
- 1955 Konrad Claus
- 1956 Rudi Kirchhoff
- 1957 Louis Legros
- 1958 Rudi Kirchhoff
- 1959 Klaus Ampler
- 1960 Klaus Ampler
- 1961 Manfred Weißleder
- 1962 Lothar Höhne
- 1963 Lothar Höhne
- 1964 Klaus Ampler
- 1965 Klaus Ampler
- 1966 Dieter Grabe
- 1967 Günter Liebold
- 1968 Lothar Appler
- 1969 Klaus Ampler
- 1970 Dieter Grabe
- 1971 Michael Milde
- 1972 Michael Schiffner
- 1973 Michael Schiffner
- 1974 Wolfgang Lötzsch
- 1975 Eberhard Sanftleben[6]
- 1976 André Van den Steen[7]
- 1977 Hans-Joachim Hartnick
- 1978 Detlef Böhnisch
- 1979 Hans-Joachim Schippel
- 1980 Jörg Köhler
- 1981 Bodo Straubel
- 1982 Nikolai Kriwoschejew
- 1983 Wolfgang Lötzsch
- 1984 Bodo Straubel[8]
- 1985 Frank Karraß
- 1986 Uwe Raab
- 1987 Olaf Ludwig
- 1988 Alexander Lopanow
- 1989 Uwe Stoltze
- 1990 Olaf Merkel
- 1991 Frank Augustin
- 1992 Frank Augustin
- 1993 Jan Schaffrath
- 1994 Martin Müller
- 1995 Hagen Bernutz
- 1996 Frank Augustin
- 1997 Erik Zabel
- 1998 Jan Ullrich
- 1999 Lutz Lehmann
- 2000 Steffen Radochla
- 2001–2007 nicht ausgetragen
- 2008 Robert Bartko

(P) = Profi, (A) = Amateur

## Siegerprämien
Das Rennen war in der DDR bei den Radrennfahrern sehr beliebt, weil die Organisatoren eine Vielzahl von Sachpreisen auslobten. Diese bestanden aus Radsportmaterial, Kunstgegenständen, Freikarten, Textilien, Elektrogeräten bis hin zu den Torten des Bäckermeisters Rösener aus Erkner, vor dessen Haus seit Ende der 1960er Jahre ein „Tortenspurt“ ausgetragen wurde. Spender der Prämien waren neben Ministerien, Betrieben und Handwerkern auch Privatpersonen, was bei Rennen in der DDR ansonsten unüblich war. Im Rennen 1962 gab es z. B. 92 Prämien zu gewinnen.